# Aussillon
 Aussillon  là một xã thuộc tỉnh Tarn, trong vùng Occitanie ở miền nam nước Pháp. Xã này nằm ở khu vực có độ cao trung bình 330 mét trên mực nước biển.
Sông Thoré tạo thành ranh giới phía bắc.